# 佐原篤介
佐原 篤介（さはら とくすけ、1874年〈明治7年〉2月4日 - 1932年〈昭和7年〉7月17日）は、明治末から昭和初期のジャーナリスト。筆名は滬上槎客。従六位。勲五等双光旭日章受章。

## 経歴
旧備前福山藩臣佐原純一の長男として、東京府神田美土代町に生まれる（諱は希元）。東京女子師範学校附属幼稚園、誠之小学校、東京府立中学（現・日比谷高校）、共立学校を経て、1893年（明治26年）末に慶應義塾を卒業。
慶應義塾大学部法科を中退後、代言人増島六一郎の事務員を経て、1899年（明治32年）1月に時事新報社入社、翌月、同社及び大阪毎日新聞の通信員（特派員）として上海へ赴任した（1907年より時事・東京朝日・毎日電報・大阪毎日・大阪朝日・大阪時事新聞の連合通信員）。同時に英字紙チャイナ・ガゼット（China Gazette）に関係していたが、同紙がロシア資本に買収されると、同じく英字紙シャンハイ・マーキュリー（Shanghai Mercury）に入社し副主筆（のち取締役兼任）を務めた。この間、義和団事件の情報・資料を収集して『拳匪記事』を編纂した他、邦字新聞『上海日報』に滬上槎客の筆名で「上海だより」を寄稿、1901年5月に開校した上海東亜同文書院では日本人講師として御幡雅文とともに名を連ねている。また、私設の「佐原研究室」を開設し、中国の政治・外交・経済に関する書籍・資料を収集し、その調査研究に尽力した。
日露戦争（1904-1905年）に際しては特殊任務に従事、旅順の戦況記事をスクープするとともに、バルチック艦隊の東航進路を諜知することで日本海海戦の勝利に貢献（勲六等瑞宝章受章）、日独戦争（1914年）でも特殊任務に従事したとされる（勲五等瑞宝章受章）。
1920年代には同志とともに春申社を設立し、邦文週報『上海』を創刊した他、上海総領事山崎馨一の推薦で国際通信社（支配人：J・R・ケネディ）の上海支社主任を務め、さらに東亜同文会評議員となり再び同文書院にて講師を務めたが、1926年（大正15年）には上海での公職を辞して満州に移り、奉天の盛京時報社（漢字新聞）の第2代社長に就任、のち満州国の言論界で重きを成した。
1929年、1931年（昭和4、6年）には民間の国際会議「太平洋会議」に日本代表団メンバーとして参加（第3回京都会議・第4回杭州-上海会議）したが、まもなく病を得て、1932年（昭和7年）7月に奉天の満鉄病院にて死去。享年59（数え）。墓所は谷中霊園。生前の功を賞し特旨を以て従六位に叙せられ、双光旭日章が贈られた。
遺族の意向により、上海時代からの収集書籍が奉天図書館に寄贈され、「佐原文庫」として保管収蔵された。
配偶者は上田安三郎（三井物産）の長女美穂子（1906年6月婚姻）、長男平太郎（1907年生）、次男忠二郎（1910年生：尾崎家へ養子）。

## 略歴
- 1899年（明治32年）1月、時事新報社入社。翌月、上海へ赴任[13]。
- 1901年（明治34年）5月、上海東亜同文書院設立、講師に。
- 1904年（明治37年）7月、シャンハイ・マーキュリーに入社。
- 1906年（明治39年）4月、勳六等瑞宝章受章。
- 1907年（明治40年）6月、上海聯合通信社設立により、連合通信員に。同年中に英国新聞記者協会（British Institute of Journalists）会員、王立アジア協会（Royal Asiatic Society）推薦会員に。
- 1908年（明治41年）揚子江流域各地を巡遊。
- 1909年（明治42年）満州・華北各地を巡遊。
- 1910年（明治43年）欧米諸国を歴訪。
- 1913年（大正2年）2月、同志と春申社を設立し、邦文週報『上海』創刊。
- 1915年（大正4年）11月、勳五等瑞宝章受章。
- 1917年（大正6年）シャンハイ・マーキュリー社取締役に。
- 1920年（大正9年）国際通信社の上海支社主任、東亜同文会評議員に就任。
- 1923年（大正12年）上海科学芸術協会会員に推され、納税者協会委員に選出。
- 1924年（大正13年）5月、上海自然科学研究所設置準備事務嘱託。
- 1925年（大正14年）東亜同文書院講師として「支那政治経済」講義。満州・華北各地を再遊。上海在留各国人による憲政擁護連盟（Constitutional Defence League）創立委員の日本代表に（1926年3月成立と共に総委員に）、
- 1926年（大正15年）4月、シャンハイ・マーキユリー社取締役他の公職を辞任。5月、盛京時報社社長に就任。
- 1929年（昭和4年）及び1931年（昭和6年）太平洋会議に参加。

## 出版
- 漚隠 共編『拳匪紀事』全6巻、1901年。
- 佐原研究室（山口昇）編『支那と米国との関係』東方時論社、1918年（白岩龍平序文）。